# Aedes becki
Aedes becki är en tvåvingeart som beskrevs av John Nicholas Belkin 1962. Aedes becki ingår i släktet Aedes och familjen stickmyggor. Inga underarter finns listade i Catalogue of Life.